# Herrgottskirche (Creglingen)
Die Herrgottskirche in Creglingen ist eine evangelisch-lutherische Kirche und ehemalige Wallfahrtskapelle, die als Hauptwerk das Marienretabel von Tilman Riemenschneider beheimatet.

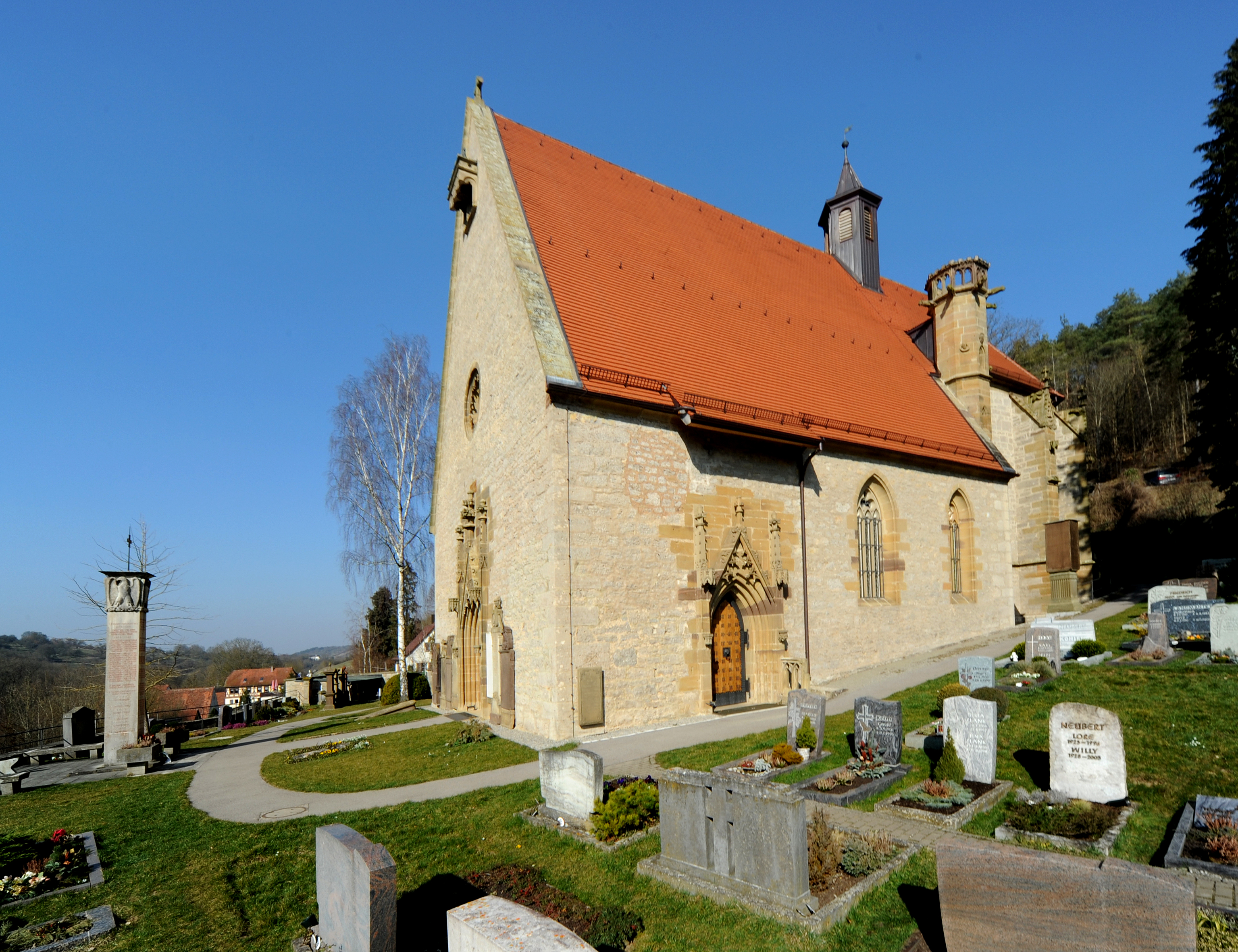
Blick auf die Herrgottskirche

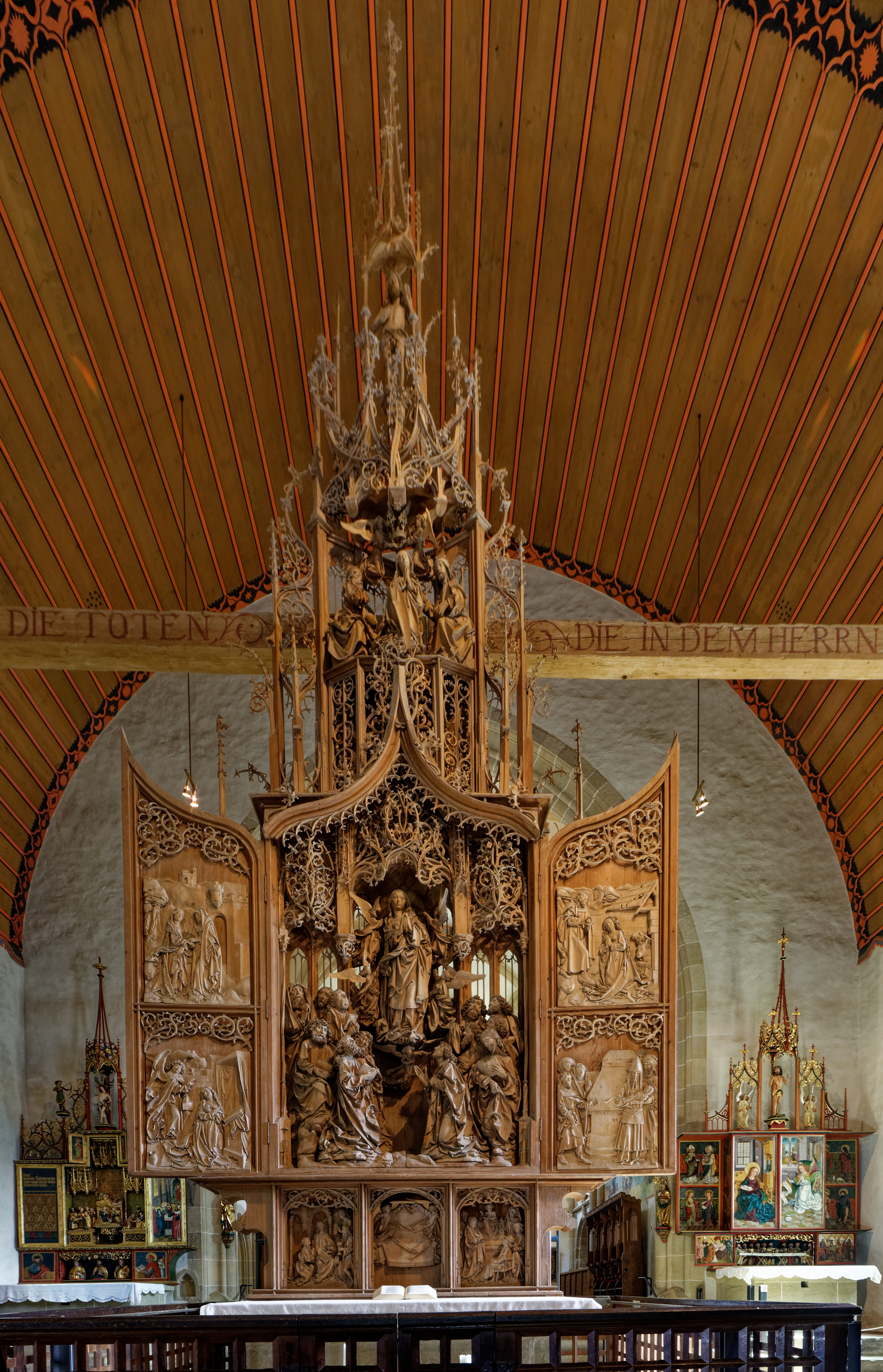
Der Marienaltar Tilman Riemenschneiders

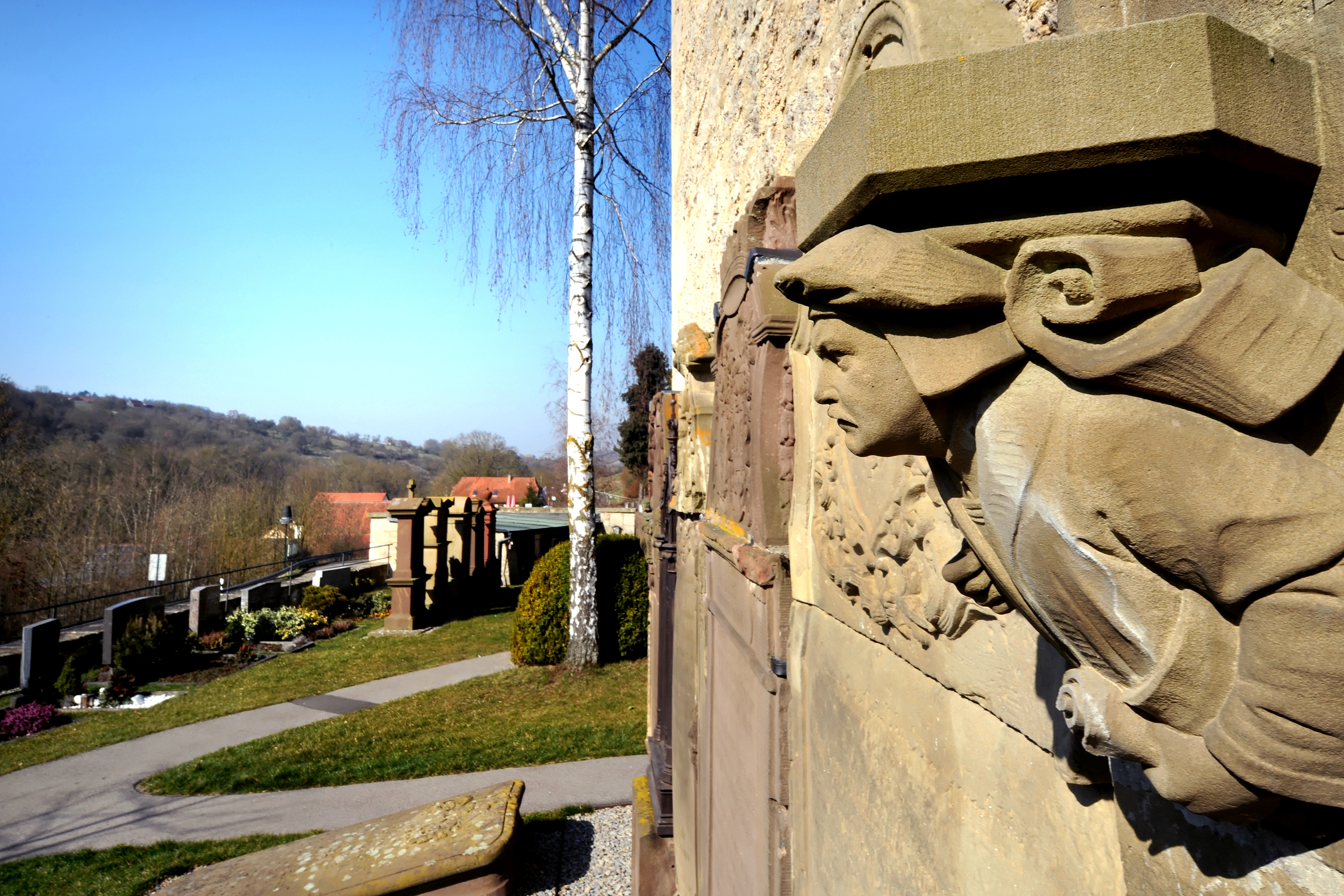
Darstellung des Baumeisters der Kirche am Portal

## Geschichte
Die Creglinger Herrgottskapelle wurde 1389 durch die Brüder Konrad und Gottfried von Hohenlohe-Brauneck gestiftet, nachdem laut Legende ein Bauer eine Hostie beim Pflügen eines Ackers gefunden hatte. Da sich an dieser Stelle zahlreiche Zeichen und Wunder zugetragen haben sollen, wurde die Kapelle an ebenjener Stelle erbaut. Sie diente fortan als Wallfahrtskapelle und als Ort des Totengedenkens für die jeweiligen Landesherren. Zunächst wurden die „zwaien untersten altaren“, gemeint sind der nördliche Seitenaltar sowie der Fronleichnamsaltar in der Mitte des Schiffes, am 21. März 1389 geweiht. Der „oberst altar“, der Altar im Chor, wurde zusammen mit dem Chor am 12. Dezember 1396 geweiht. Der südliche Seitenaltar wurde erst 1432 durch den Grafen Michael von Hardeck gestiftet. Die Kapelle unterstand den jeweiligen Landesherren (dominum temporale). Nach dem Verkauf der Creglinger Gebiete 1448 an Markgraf Albrecht Achilles gehörte die Stadt zu Brandenburg-Ansbach. Kirchenrechtlich unterstand Creglingen bis zur Reformation dem Bistum Würzburg.
Seit 1530 ist die Herrgottskirche evangelisch. Kurz nach Einführung der Reformation wurde die Kapelle durch den markgräflichen Hofprediger Simon Schneeweiß geschlossen.
Die Kapelle wurde einige Jahre nach der Schließung wieder geöffnet. Erhalten ist ein Dokument vom 26. Februar 1548 über die Spende von 70 Gulden für ein neues, zur Kapelle gehörendes Seelhaus. Zudem sind durch die erhaltenen Grabplatten innerkirchliche Begräbnisse nach Einführung der Reformation nachzuweisen. Die älteste nachreformatorische Grabplatte des ehemaligen Creglinger Kastners Matthias Eyrinck ist auf das Jahr 1546 datiert. Demnach herrschte ab spätestens 1546 wieder Betrieb in der kleinen Friedhofskapelle. Durch die zahlreichen Grabplatten und Epitaphien im Kirchenraum, deren Inschriften auf Creglinger Ratsmitglieder und Bürger, vornehmlich Handwerker verweisen, kann die Umformung zu einer Gemeindekapelle belegt werden. Vor der Reformation war die Kapelle der Nutzung durch die Landesherren vorbehalten.
Die Herrgottskirche wurde von der Denkmalstiftung Baden-Württemberg im Juli 2009 zum Denkmal des Monats gewählt. Die Herrgottskirche ist mit ihrer Lage am Taubertalradweg als Radwegekirche ausgewiesen.

## Marienretabel
Das Marienretabel steht mitten im Schiff der Herrgottskirche von Creglingen auf einem dem Leib Christi, der Jungfrau Maria und allen Heiligen geweihten Altar und ist der Jungfrau Maria gewidmet. Es ist eines der bekanntesten Werke von Tilman Riemenschneider.
Der Altaraufsatz ist 9,20 Meter hoch und 3,68 Meter breit. Er besteht aus der Predella, dem Mittelschrein, zwei Seitenflügeln und dem Gesprenge.
In der Predella sind in drei gleich großen Nischen die Anbetung der Weisen, das Reliquienfach (die Monstranz mit der Hostie ging verloren) und die außerbiblische Erzählung, wie der fünfjährige Jesus von einer Kanzel aus vor Erwachsenen eine Rede hält, zu sehen.
Im Altaraufsatz ist die Himmelfahrt Mariens dargestellt. Links und rechts finden sich die zwölf Apostel. Das Gesprenge in der Höhe des Altars zeigt die Krönung Mariens. Links sitzt Gottvater und rechts der Sohn auf seinem Thron. Im linken Seitenflügel sieht man oben die Heimsuchung, unten die Verkündigung an Maria und im rechten Flügel oben die Geburt Jesu, unten die Darstellung Jesu im Tempel.
Jedes Jahr am 25. August fällt das Licht durch die Westrosette so auf den Altar, dass der Betrachter die Himmelfahrt Mariens mit eigenen Augen nachvollziehen kann. Ursprünglich war dieses Datum der 15. August: Das Fest Maria Himmelfahrt. Durch die Kalenderreform Ende des 16. Jahrhunderts hat sich dieser Tag nach hinten verschoben.
In der Forschung sind die Datierung und der ursprüngliche Aufstellungsort des Marienretabels umstritten. Traditionell wird eine Entstehung um 1505–1508 angenommen und der Altar als Auftrag für die Herrgottskirche angesehen. Der Kunsthistoriker Holger Simon hat zeigen können, dass eine solche Datierung aufgrund stilistischer Kriterien nicht zwingend ist und darauf hingewiesen, dass es keine Urkunden über eine Aufstellung in dieser Zeit am heutigen Ort gibt. Er weist darüber hinaus darauf hin, dass Riemenschneider 1496 ein Retabel für einen Marienaltar in der Stadtkirche St. Jakob in Rothenburg ob der Tauber geliefert hat und stellt zur Diskussion, ob dieses Retabel vielleicht nach der Reformation nach Creglingen überführt worden sein könnte. Damit wäre das erhaltene Marienretabel früher als bislang angenommen entstanden. Die Sachlage ist bislang nicht abschließend geklärt.

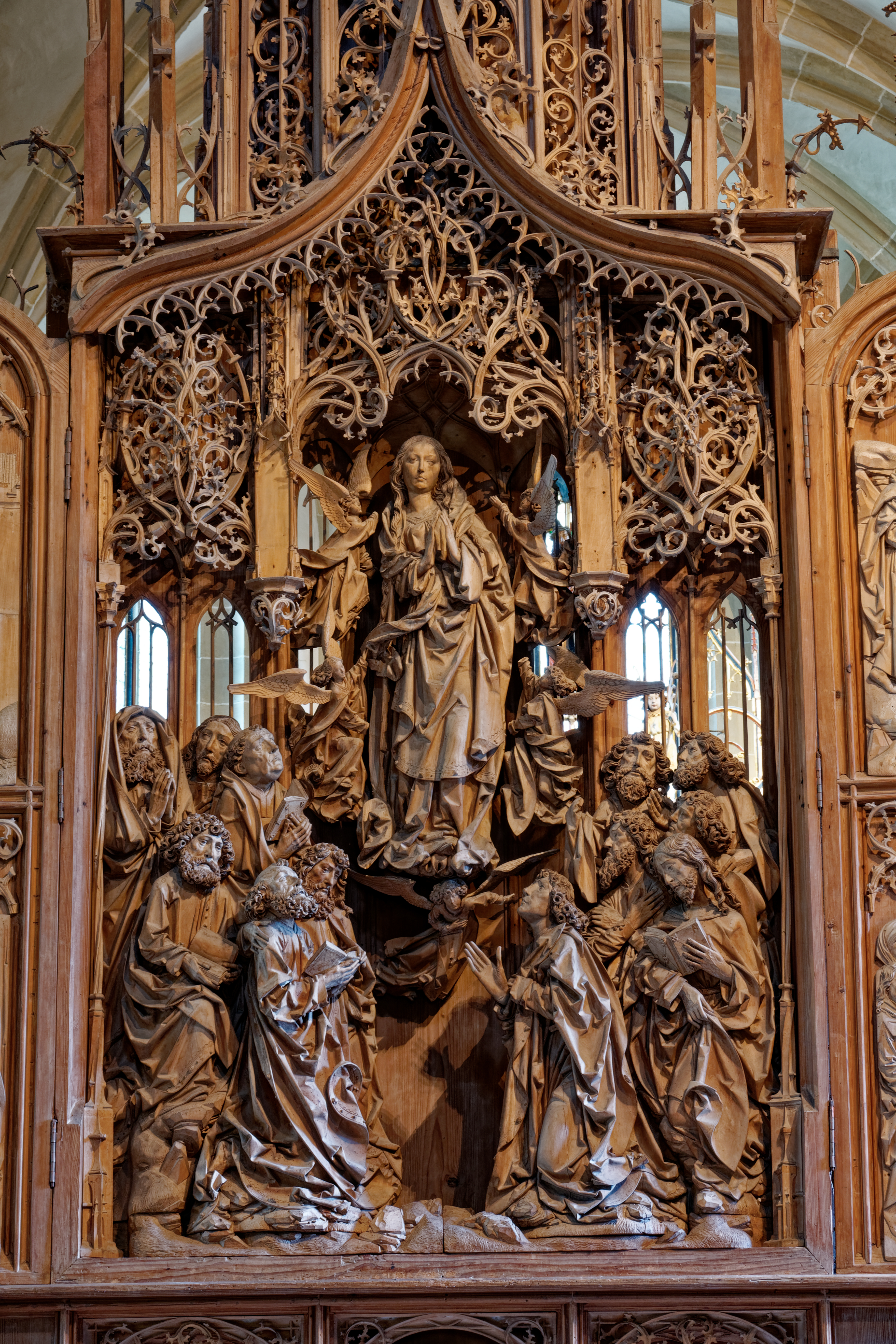
Mittelteil – Mariä Himmelfahrt
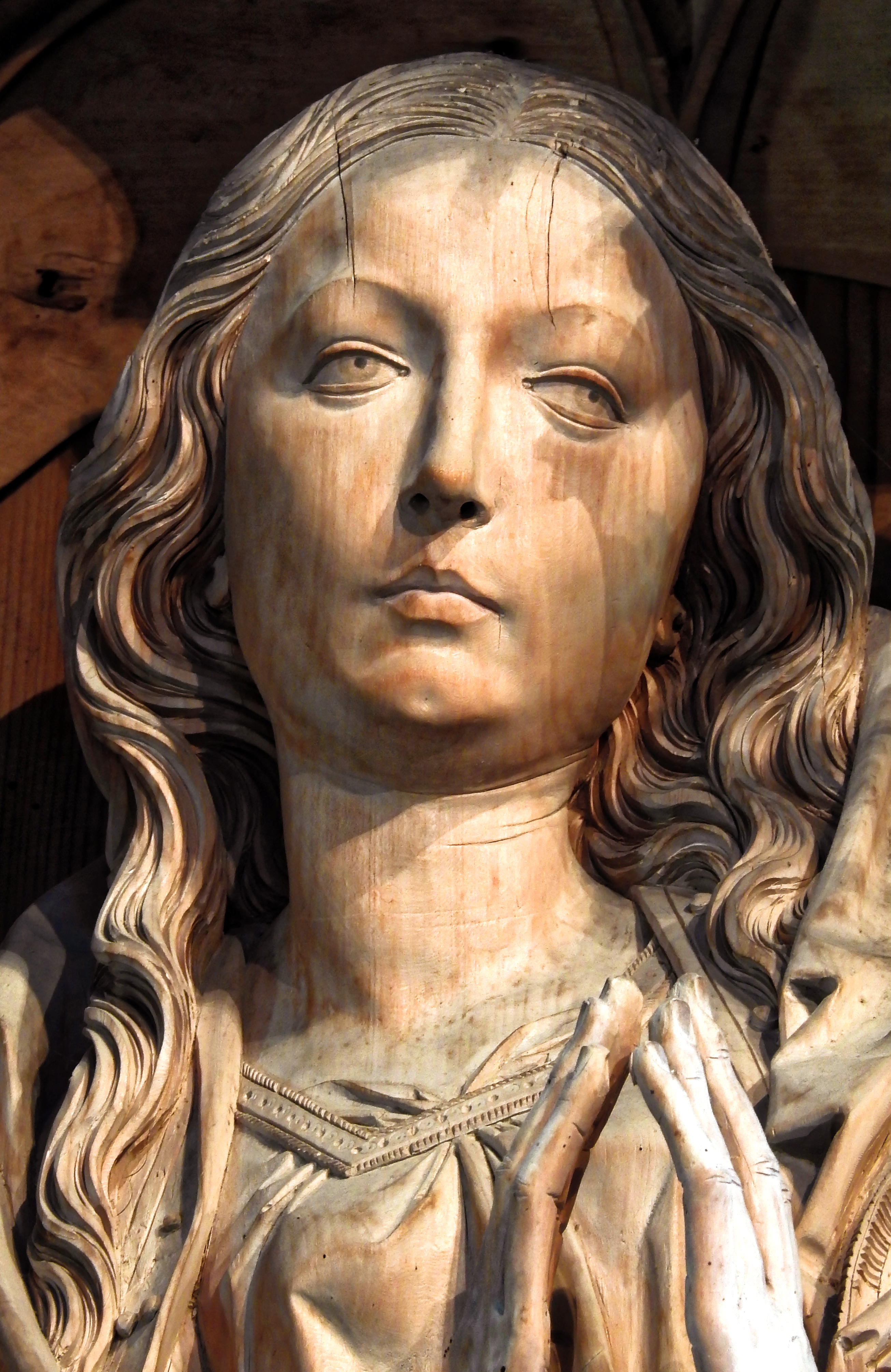
Porträt Mariens
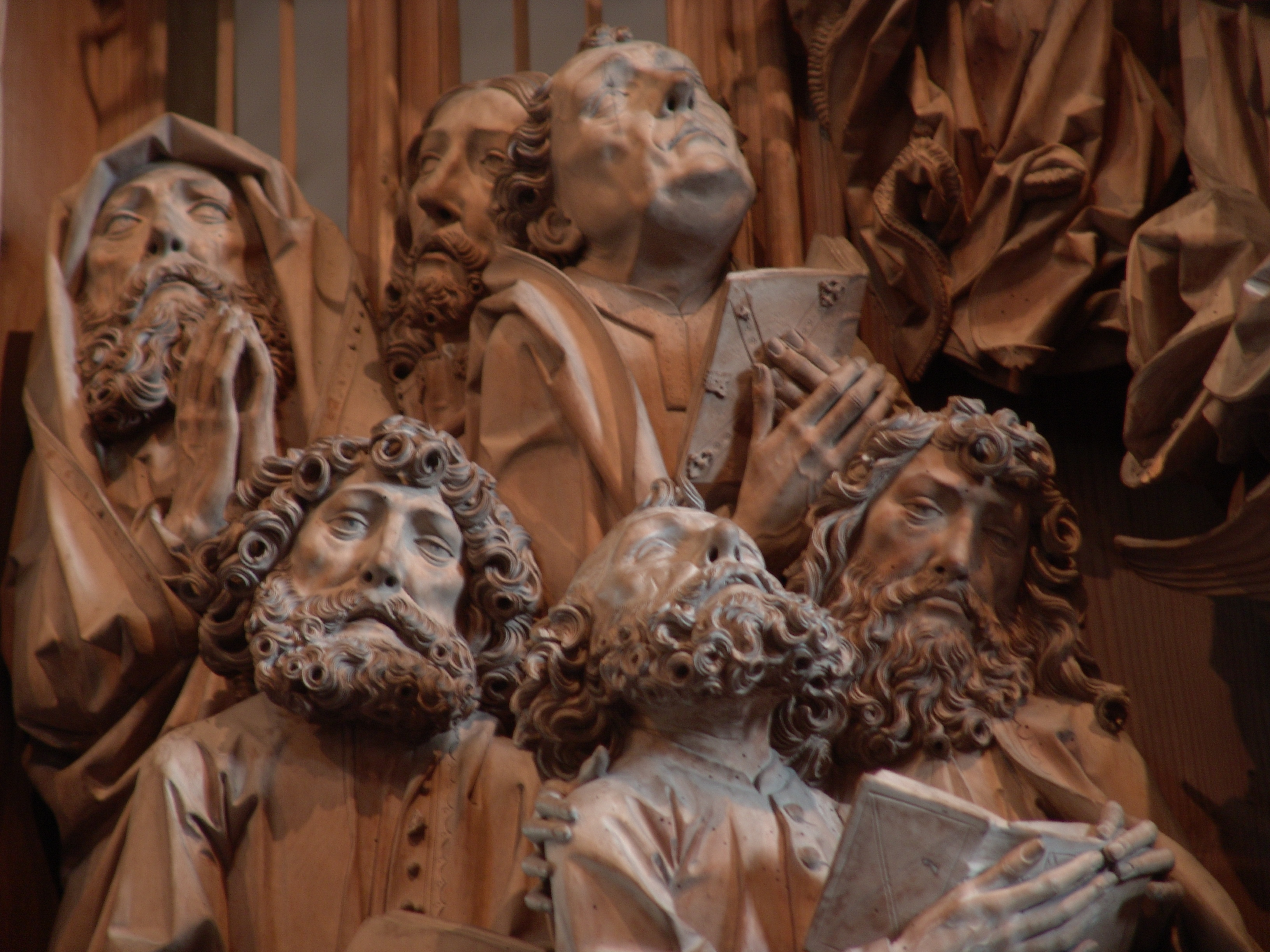
Marien-Retabel Creglingen – Detail: linke Apostelgruppe
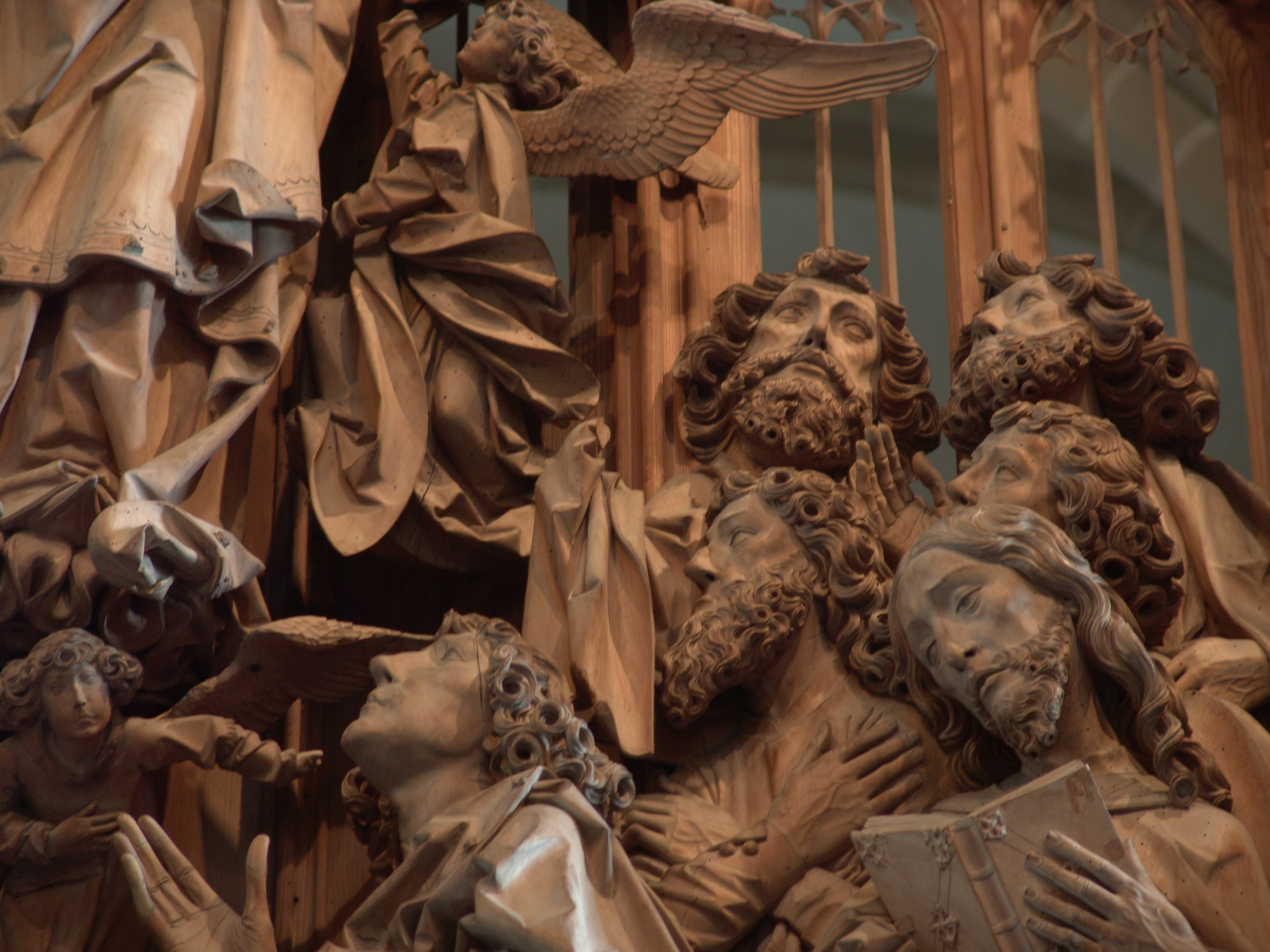
Marien-Retabel Creglingen – Detail: rechte Apostelgruppe
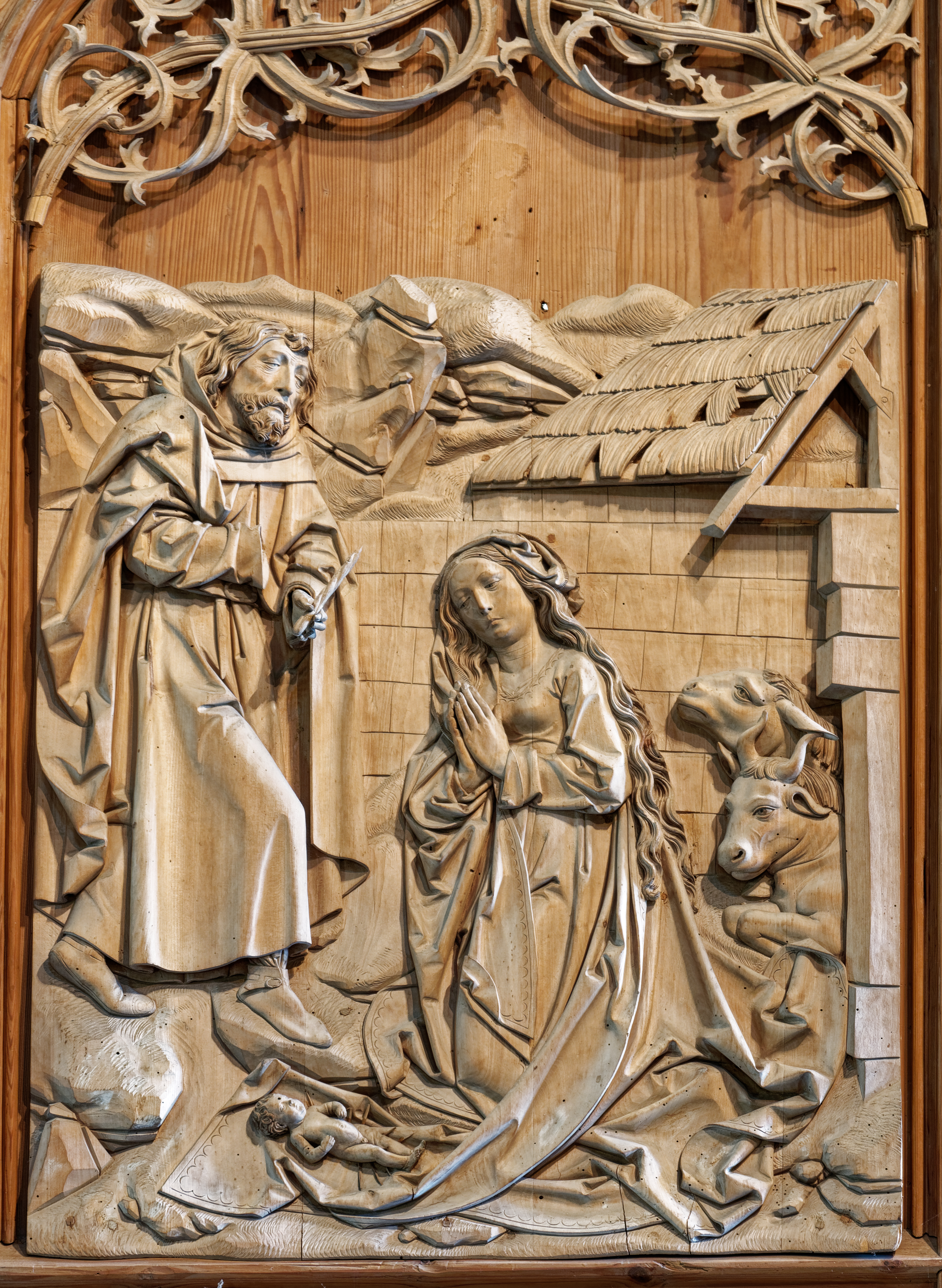
Rechter Seitenflügel des Altars – oben: Geburt Jesu
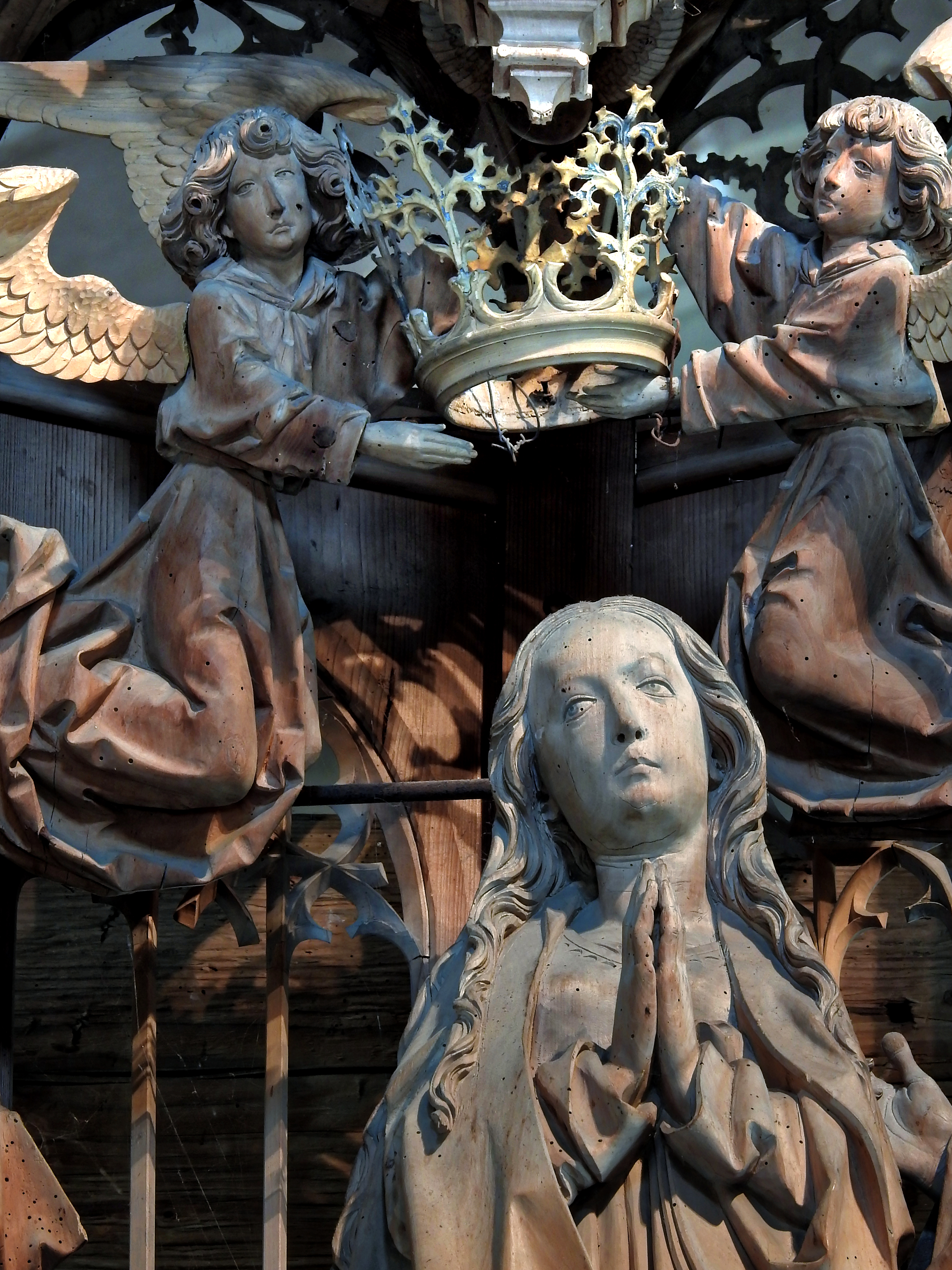
Krönung Mariens im Gesprenge des Altars
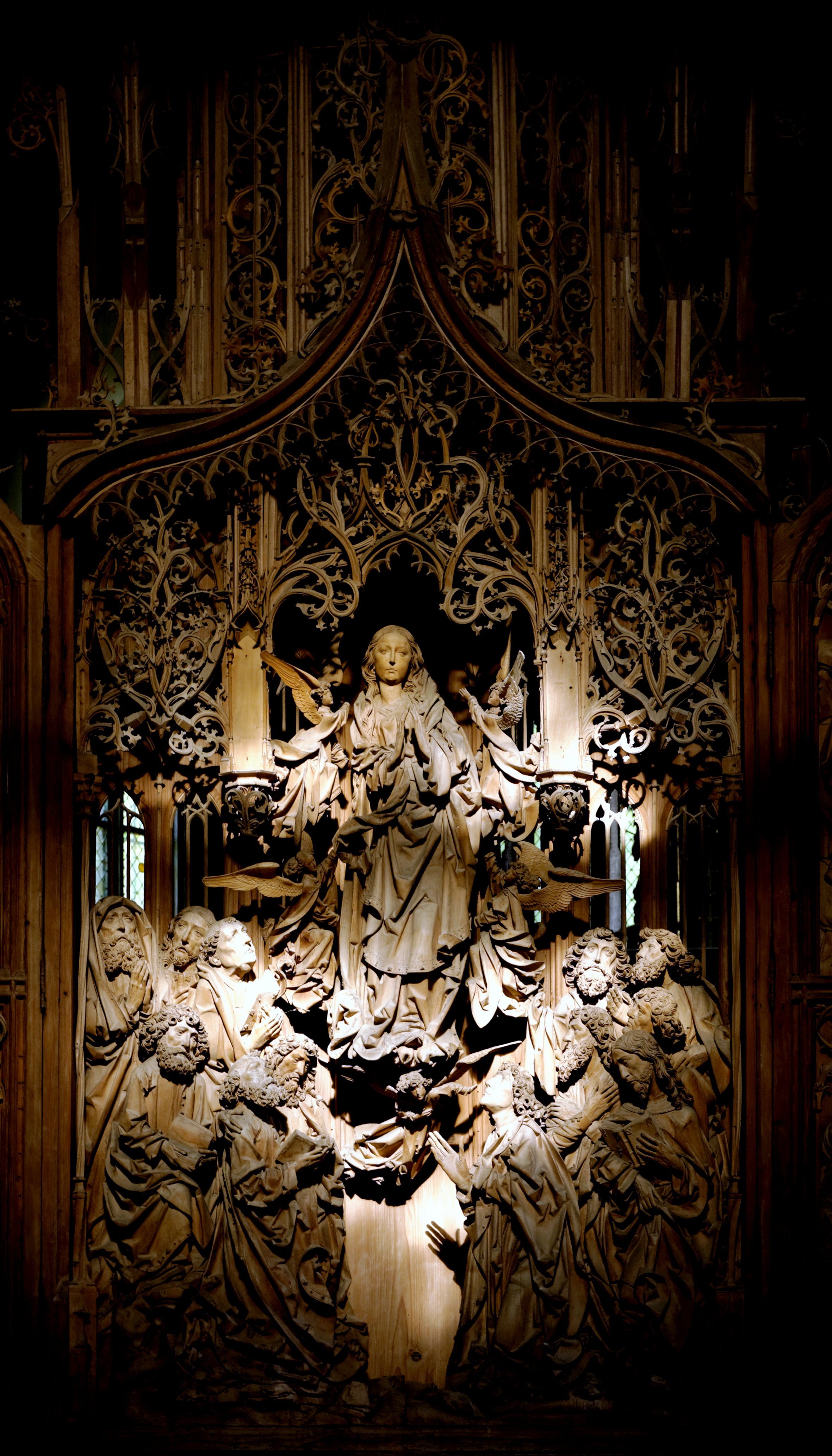
„Lichtwunder“ am 25. August 2021
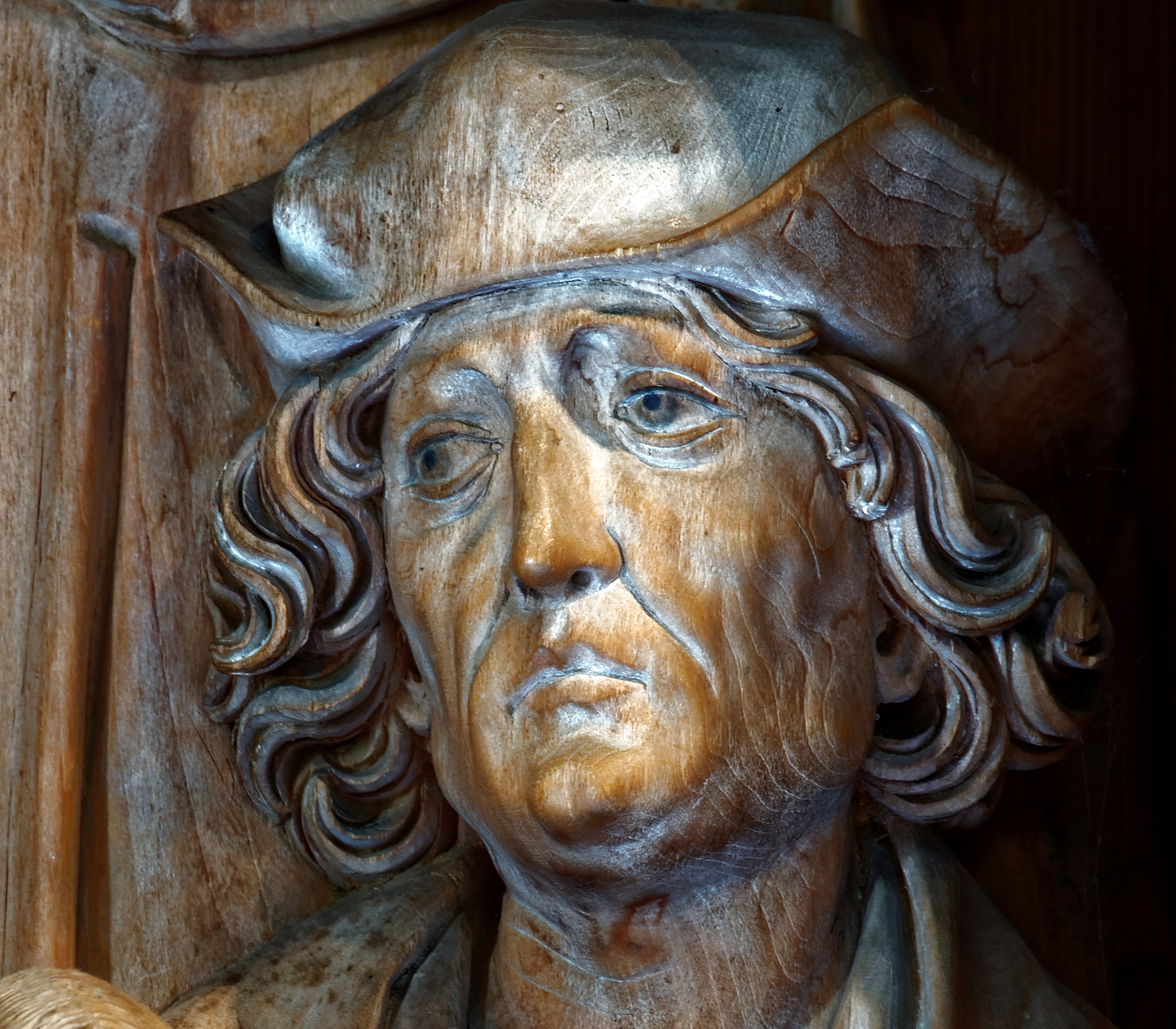
Selbstporträt Tilman Riemenschneiders in der Predella des Marienaltars.

## Weitere Altaraufsätze
Der rechte Seitenaltaraufsatz, ein in der zweiten Hälfte des 15. Jahrhunderts entstandener Flügelaltar, ist dem Evangelisten Johannes und der heiligen Lucia geweiht, die zusammen mit der heiligen Ottilia, wie Luzia eine Schutzheilige der Blinden, als Schnitzfiguren im Altarschrein stehen. Die beiden Außenflügel zeigen die Verkündigung an Maria. Die Malereien wurden 1496 von dem Windsheimer Maler Jakob Mülholzer signiert und datiert.
Der Hochaltarausatz im Chor der Kirche stammt ebenfalls aus dem späten 15. Jahrhundert. Der Mittelschrein enthält die plastische Darstellung der Kreuzigung Christi. Die Holzskulpturen in der Predella sind farbig gefasste Büsten des heiligen Christophorus und des Apostels Andreas, die eine Anna selbdritt mit dem Christuskind und einer kindlichen Maria flankieren.
Der linke Seitenaltar, ein Flügelaltar, der auf 1460 datiert ist, ist Johannes dem Täufer und dem heiligen Leonhard, dem Schutzheiligen der Haustiere, geweiht. Die reich vergoldeten Reliefs der beiden Seitenflügel zeigen Szenen aus dem Marienleben. Auf den drei Spitzen des Altarauszugs ist der heilige Sebastian dargestellt, der von zwei Bogenschützen unter Beschuss genommen wird. Die drei dramatisch bewegten Figuren werden dem Umkreis von Erasmus Grasser zugeordnet. Der Altaraufsatz weist nachreformatorische Veränderungen auf. Demnach ist die Inschrift auf dem linken Flügel nicht bauzeitlich. Zudem besteht das Retabel aus mehreren zusammengesetzten Teilen verschiedener Altaraufsätze.

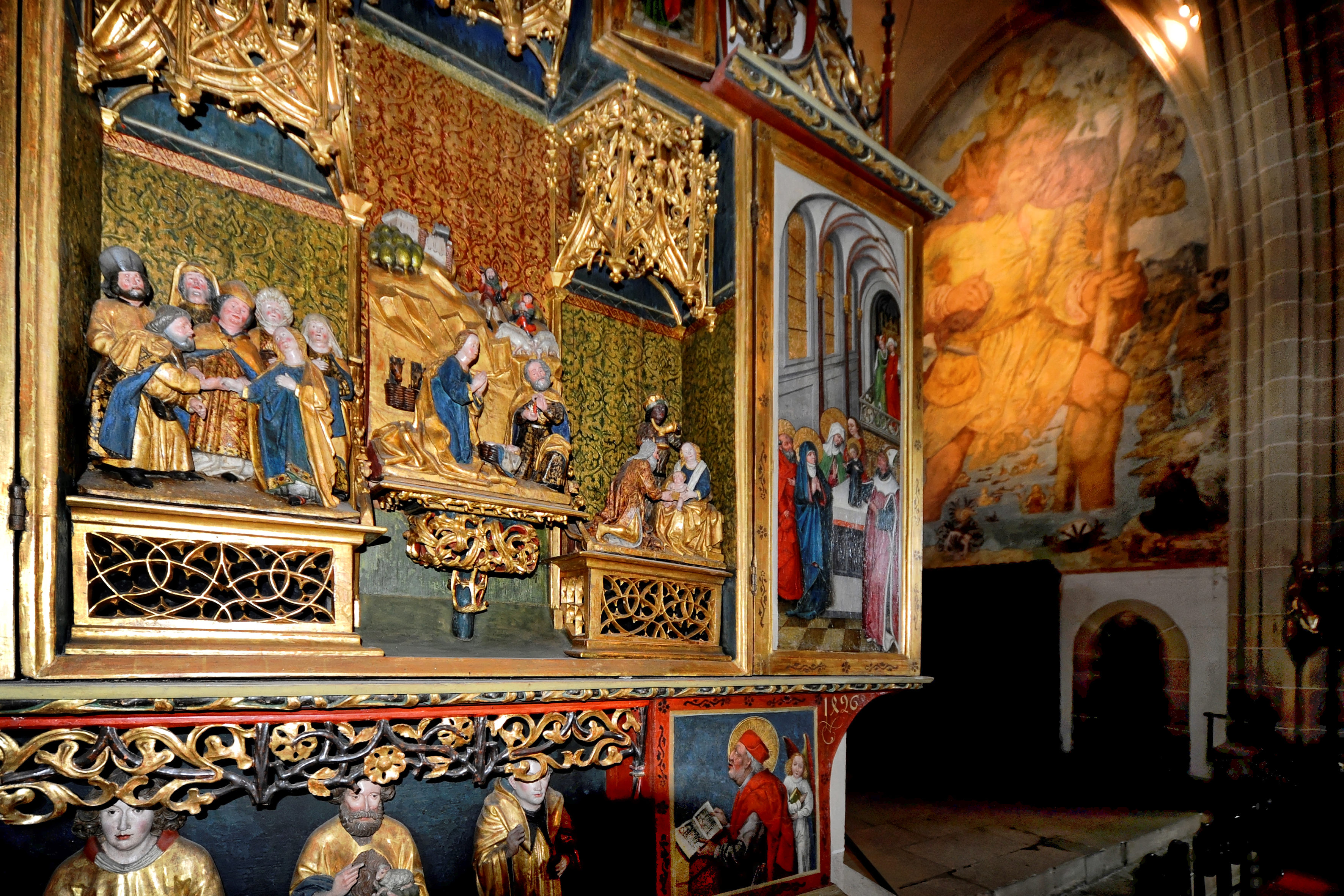
Linker Seitenaltar
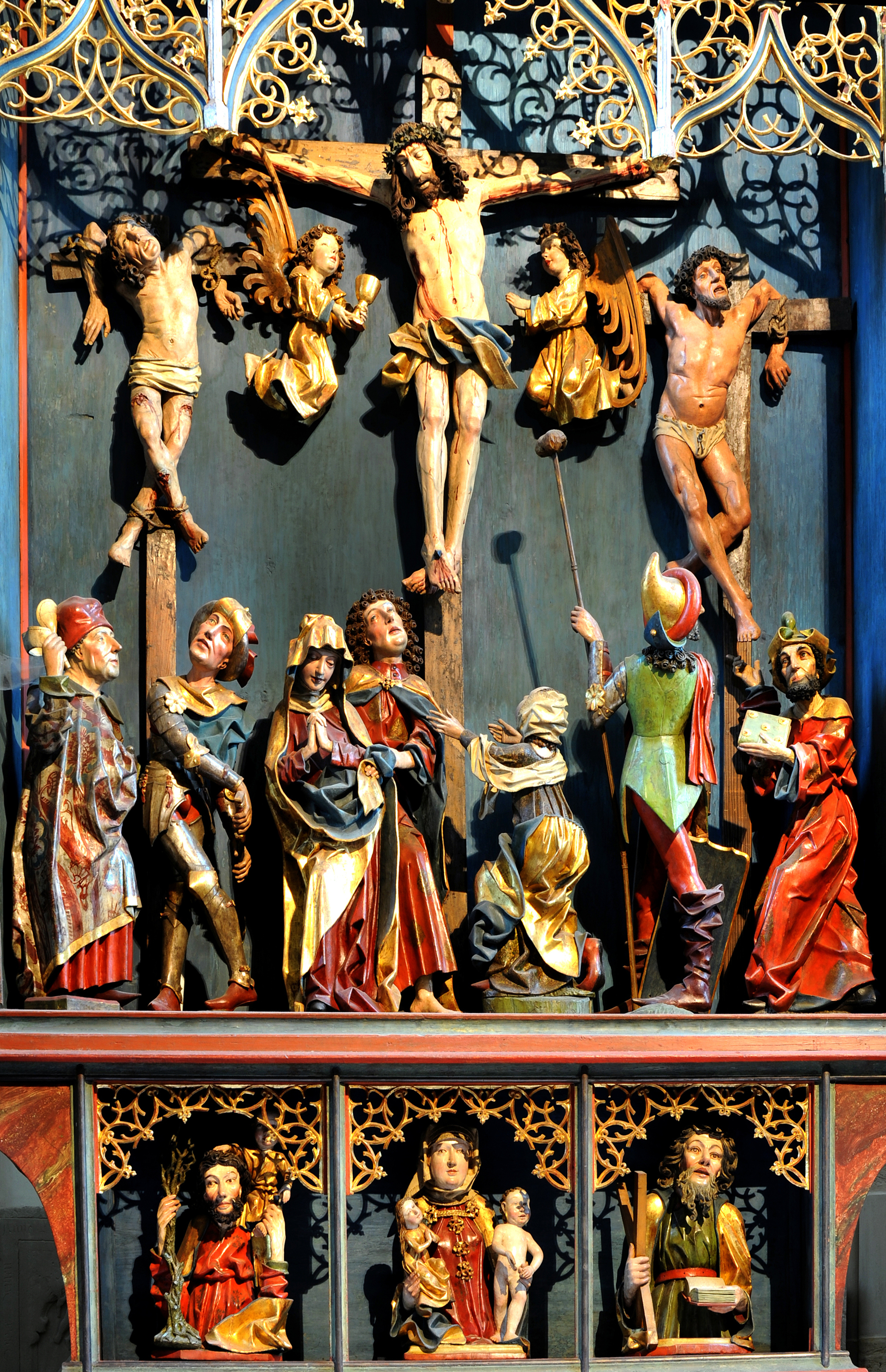
Hauptaltar
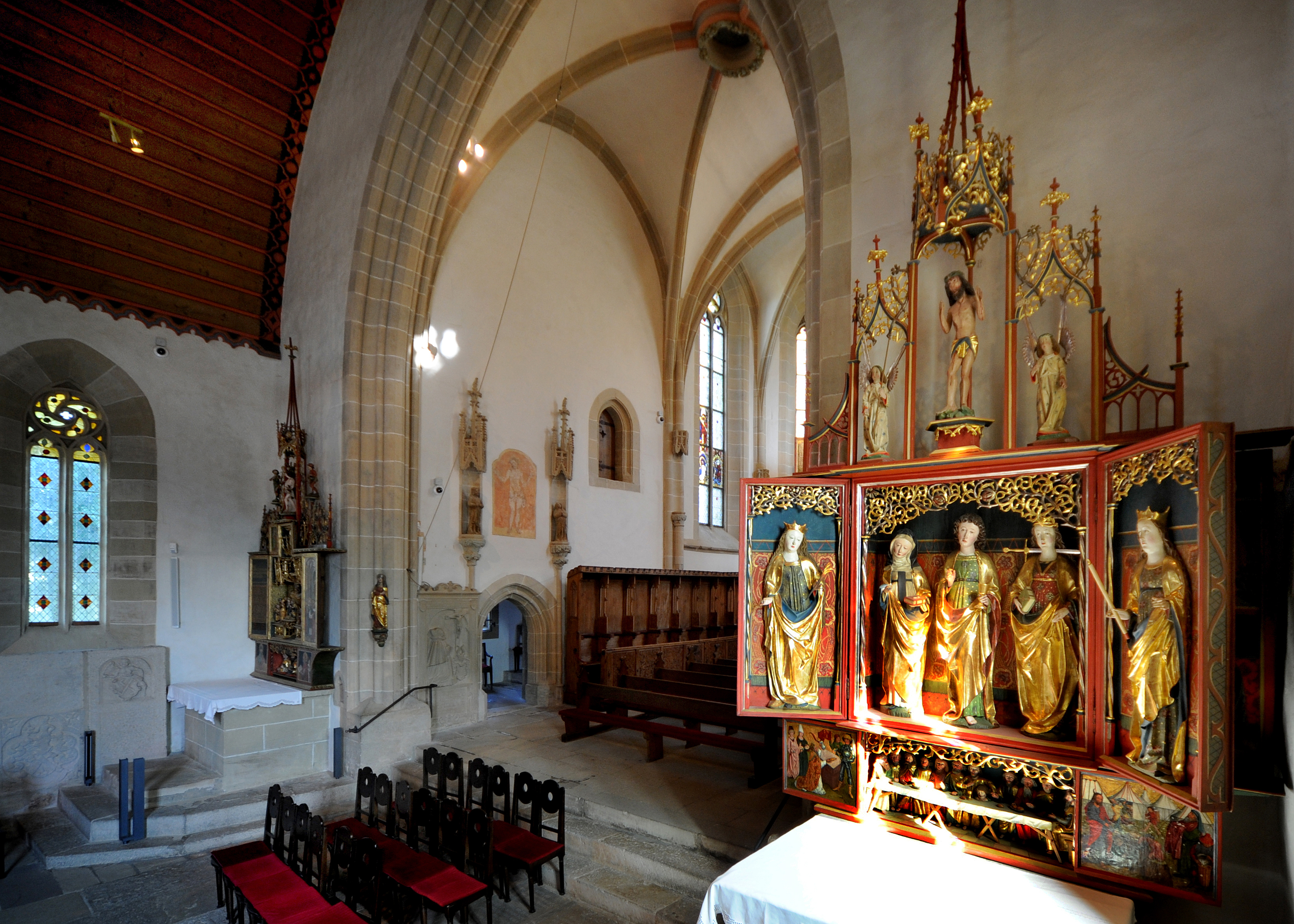
Rechter Seitenaltar

## Nachreformatorische Umbauten
Anhand der ab 2010 vorgenommenen umfassenden Restaurierungsarbeiten sowie Kirchenbeschreibungen des 19. Jahrhunderts kann der nachreformatorische Zustand der Kirche belegt werden.
Gegen Ende des 16. Jahrhunderts sind Dachstuhlarbeiten nachzuweisen. Durch dendrochronologische Untersuchungen konnte eine weitestgehende Erneuerung des Dachstuhls und der Balkenkonstruktionen ermittelt werden.
Die Kanzel wurde 1594 eingebaut. Die Inschriften auf der Oberseite des Korpus und Schalldeckel beziehen sich auf die Funktion der Kirch als Friedhofskapelle. Die Inschrift auf dem Kranz des Schalldeckels verweist auf den Auftraggeber der Kanzel, den Pfarrer Johann Lenck. Dieser wurde 1602 neben der Kanzel an der Südwand bestattet. Die Kanzel ist im Kirchenraum auf den Fronleichnamsaltar mit dem Marienretabel von Tilman Riemenschneider ausgerichtet.
Die Kirche verfügte bis ins 19. Jahrhundert über eine hölzerne Empore. Ottmar Schönhuth erwähnt in seiner Kirchenbeschreibung von 1861 nicht nur die Empore, sondern beschreibt auch der Ort der Aufstellung. Demnach war die Empore an der Westwand des Schiffes eingesetzt.